# Gabinete de Política Militar do NSDAP
O Gabinete de Política Militar do NSDAP  (alemão: Wehrpolitisches Amt der NSDAP, W. P. A. ou WPA, literalmente Gabinete de Política de Defesa do NSDAP") foi um departamento do Partido Nazi. Foi chefiado por Franz Ritter von Epp e Anton Haselmayer, e ficava situado no mesmo edifício que o Gabinete de Relações Exteriores do NSDAP, dirigido por Alfred Rosenberg.
Durante a remilitarização da Alemanha, iniciado pelos nazis pouco tempo depois de tomaram o poder, o seu objectivo era "esclarecer as questões político-militares, realizar campanhas de propaganda com o objectivo de criar um espírito beligerante e uma melhor compreensão dos assuntos militares entre o povo, e controlar todas as actividades nas áreas das políticas militares e das ciências."
Esta tentativa de ganhar a única autoridade em todos os assuntos de educação militar e formação, entrou em conflito com o Ministério da Defesa, que se opôs a esta invasão no seu monopólio sobre o armamento. Como resultado, este foi dissolvido em 1935, facto que não preocupou Adolf Hitler; para além dos ministérios da Propaganda e da Guerra, havia também várias outras instituições e organizações já envolvidas com a "remilitarização" do povo alemão.